# FC Ingolstadt 04
FC Ingolstadt 04 (officieel Fußballclub Ingolstadt 04 e. V.) is een voetbalclub uit de Beierse stad Ingolstadt, die is geregistreerd als vereniging. Een andere benaming voor de club is “Schanzer”, wat ook deel uitmaakt van het clublogo. De kleuren van de club zijn zwart, rood en wit. De club heeft ongeveer 2300 leden.
De club ontstond op 5 februari 2004 door de afsplitsing van de voetbalafdelingen van de clubs MTV Ingolstadt en ESV Ingolstadt. De fusie in 2004 kwam tot stand op initiatief van ondernemer Peter Jackwerth. De afdeling met licentiespelers werd in 2007 afgesplitst in FC Ingolstadt 04 Fußball GmbH, waarin de club sinds mei 2013 een aandeel van 80,06 % heeft en Audi Sport GmbH een aandeel van 19,94 %. Van 2015 tot 2017 speelde FC Ingolstadt in de Bundesliga; vandaag de dag speelt het in de derde klasse.

## Geschiedenis

### Geschiedenis van de voorgangersclubs

#### MTV 1881 Ingolstadt
De voetbalafdeling van MTV werd opgericht op 24 maart 1905 en speelde in de kleuren paars en wit. De ploeg behoorde in 1966/67, 1969-1978, 1980-1985, 1987-1992, 1994/95 en 2000-2002 uit in de Bayernliga. Als vicekampioen mocht het in 1978 promoveren naar de 2. Bundesliga Süd, omdat de nummer één, 1. FC Haßfurt, afzag van promotie; maar MTV degradeerde na slechts twee jaar weer. Het stadion van MTV aan de Kreuztor was ook de locatie voor de thuiswedstrijden van FC 04 in de Regionalliga. De promotie naar de 2. Bundesliga maakte echter een verhuizing naar het ESV-stadion noodzakelijk.
- 2. Bundesliga 1978/79
- 2. Bundesliga 1979/80

#### ESV Ingolstadt
Bij de oprichting in 1919 heette de club FC Viktoria Ingolstadt, vanaf oktober 1921 VfR Ingolstadt. Op 6 juni 1925 vond de fusie plaats met de Spielvereinigung uit Ringsee, een tot 1961 zelfstandig deel van Ingolstadt ten zuiden van de Donau, tot VfB Ingolstadt-Ringsee. Het voetbalteam daarvan was als lid van de Gauliga Bayern van 1936 tot 1938 zelfs eersteklas. De heroprichting na de Tweede Wereldoorlog vond plaats op 28 december 1946 onder de naam VfL Ingolstadt-Ringsee. Via Erster-SV Ingolstadt-Ringsee (vanaf 1 juni 1951) werd de naam uiteindelijk eind 1953 gewijzigd in Eisenbahner-Sportverein Ingolstadt-Ringsee e. V.; zo heet de rest van de Tweede Wereldoorlog vond plaats op 28 december 1946 onder de naam VfL Ingolstadt-Ringsee. Via Erster-SV Ingolstadt-Ringsee (vanaf 1 juni 1951) werd de naam uiteindelijk eind 1953 gewijzigd in Eisenbahner-Sportverein Ingolstadt-Ringsee e. V.; zo heet de rest van de club nog steeds. De clubkleuren zijn zwart en wit. De ESV speelde van 1962 tot 1966, van 1968 tot 1972 en van 1979 tot 1981 in de op een na hoogste klasse (2. Liga Süd, Regionalliga Süd, 2. Bundesliga Süd). In 1979/80 waren er lokale derby's met MTV in de 2. Bundesliga Süd. Na het kampioenschap in de Bayernliga en de promotie in 1979 kon na de finale tegen Hertha Zehlendorf ook het Duitse amateurkampioenschap worden gevierd. Na de degradatie uit de Bayernliga in 1986 zakte de club weg in lagere divisies.
- 2. Bundesliga 1979/80
- 2. Bundesliga 1980/81

### FC Ingolstadt
De eerste twee seizoenen van de nieuwe club in de Oberliga Bayern waren erg succesvol met een 2de en een 1ste plaats. In het seizoen 2006/07 speelde de club voor de eerste keer in de Regionalliga Süd. Het seizoen erop werd de club tweede in deze divisie en kon zo promotie naar de 2. Bundesliga afdwingen. In het seizoen 2008-2009 eindigde Ingolstadt op de 17de plaats en degradeerde zo naar de 3. Liga. Het seizoen erop wist de club via play-off-wedstrijden tegen Hansa Rostock weer terug te keren in de 2. Bundesliga. De club eindigde drie seizoenen op rij in de middenmoot.
FC Ingolstadt behaalde op zondag 17 mei 2015 voor het eerst in de geschiedenis promotie naar de Bundesliga. De club onder leiding van trainer-coach Ralph Hasenhüttl won die dag met 2-1 van RB Leipzig. Ze verzekerde zich daarmee van het kampioenschap in de 2. Bundesliga en daarmee directe promotie. Ingolstadt verzekerde zich in het eerste jaar in de Bundesliga vervolgens van behoud met een elfde plaats op de ranglijst.
In het seizoen 2016/17 viel het doek echter voor Ingolstadt. Een 1-1 gelijkspel op de voorlaatste speeldag uit bij SC Freiburg was niet genoeg om directe degradatie af te wenden voor de ploeg die onder leiding stond van trainer-coach Maik Walpurgis. Ingolstadt was na Darmstadt de tweede degradant. Twee jaar later degradeerde de ploeg zelfs naar de 3. Liga. In 2020 leken de Schanzers weer terug te keren in de 2. Bundesliga. In de "Relegation" stond Ingolstadt tot de 8e minuut van de extra tijd met 3-0 voor tegen 1. FC Nürnberg, wat genoeg was om de 0-2 nederlaag in Nürnberg weg te poetsen.

## Fan- en clubcultuur

### Fanscene
De fanscene in Ingolstadt ontwikkelde zich in de eerste jaren na de oprichting in 2004 slechts langzaam. Sinds de terugkeer naar de 2. Bundesliga en de verhuizing naar het Audi-Sportpark is er echter een toename van actieve fans waarneembaar. Momenteel zijn er 40 officieel door de club erkende fanclubs (stand: 29 juni 2020) .
Al in de jaren dat FC Ingolstadt nog in de Regionalliga speelde, werd de groep “Red-Rebelz” opgericht. Deze groep wordt beschouwd als de voorloper van de huidige ultragroep. In 2008 werd uiteindelijk de “Supporters Ingolstadt” opgericht. [79] In december 2008 werd de fangroep Black Red Company (BRC '08) opgericht. Andere bekende groeperingen zijn onder andere de Insieme Boys, de Common Sense Crew, de Bande 8070, de XII. Legion, Nouvelle Generation (inmiddels Supporters Ingolstadt), de Torkelschanzer en IN Kognito.
Het fanvak “Südtribüne Ingolstadt” bevindt zich met zijn ongeveer 3.000 staanplaatsen achter het doel. De Südtribüne Ingolstadt is onderverdeeld in de vakken U en V.
Toen fans van de middenvelder Almog Cohen van Ingolstadt op 26 april 2015 tijdens de uitwedstrijd tegen 1. FC Union Berlin in het stadion de vlag van zijn thuisland Israël toonden om hem te steunen, gaf de verantwoordelijke politiechef uit veiligheidsoverwegingen opdracht om de vlag op te rollen. Vanwege de grote Palestijnse gemeenschap in Berlijn waren politieke uitspraken in het stadion niet gewenst. Toen Cohen vroeg of vlaggen van andere landen ook verboden waren, kreeg hij te horen dat dit alleen betrekking had op de “Joodse” vlag. De Berlijnse politiechef verontschuldigde zich later voor het incident.
Sinds 2021 bestaat ook het fanproject Ingolstadt. Het fanproject richt zich op de sociaal-pedagogische begeleiding en ondersteuning van jonge voetbalfans uit de hele regio.

### Fanvriendschappen
De verschillende fangroepen onderhouden fanvriendschappen met fans van SV Wehen Wiesbaden, SpVgg Unterhaching en SM Caen uit Frankrijk.
Daarnaast onderhouden de fans contacten met de fans van de Schotse voetbalclub Raith Rovers uit Kirkcaldy, de partnerstad van Ingolstadt, en met voetbalfans uit Murska Sobota, eveneens een partnerstad van Ingolstadt.

### Rivaliteit
De grootste antipathie van de fans is gericht tegen SSV Jahn Regensburg, maar ook wedstrijden tegen FC Augsburg zijn prestigieus voor de fans. In het seizoen 2014/15 werd in verschillende choreografieën gewezen op een afkeer van RB Leipzig.
| Niveau | Aantal | Periode (2004-2026)                        |
| ------ | ------ | ------------------------------------------ |
| I      | 2      | 2015-2017                                  |
| II     | 9      | 2008-2009, 2010-2015, 2017-2019, 2021-2022 |
| III    | 9      | 2006-2008, 2009-2010, 2019-2021, 2022-.... |
| IV     | 2      | 2004-2006                                  |

### Eindstanden vanaf 2005
- 2005 2e
Oberliga
- 2006 1e
Oberliga
- 2007 5e
Regionalliga
- 2008 2e
Regionalliga
- 2009 17e
2. Bundesliga
- 2010 3e
3. Liga
- 2011 14e
2. Bundesliga
- 2012 12e
2. Bundesliga
- 2013 13e
2. Bundesliga
- 2014 10e
2. Bundesliga
- 2015 1e
2. Bundesliga
- 2016 11e
Bundesliga
- 2017 17e
Bundesliga
- 2018 9e
2. Bundesliga
- 2019 16e
2. Bundesliga
- 2020 4e
3. Liga
- 2021 3e
3. Liga
- 2022 18e
2. Bundesliga
- 2023 11e
3. Liga
- 2024 10e
3. Liga
- 2025 10e
3. Liga

- Niveau 1
- Niveau 2
- Niveau 3
- Niveau 4

| Legenda niveautijdlijn | Legenda niveautijdlijn      | Legenda niveautijdlijn      | Legenda niveautijdlijn      | Legenda niveautijdlijn    | Legenda niveautijdlijn |
| Liga                   | Seizoen 1963/64 t/m 1973/74 | Seizoen 1974/75 t/m 1993/94 | Seizoen 1994/95 t/m 2007/08 | Seizoen 2008/09 tot heden | Opmerking              |
| ---------------------- | --------------------------- | --------------------------- | --------------------------- | ------------------------- | ---------------------- |
| Bundesliga             | Niveau I                    | Niveau I                    | Niveau I                    | Niveau I                  |                        |
| 2. Bundesliga          | --                          | Niveau II                   | Niveau II                   | Niveau II                 |                        |
| 3. Liga                | --                          | --                          | --                          | Niveau III                |                        |
| Regionalliga           | Niveau II                   | --                          | Niveau III                  | Niveau IV                 |                        |
| Oberliga               | --                          | Niveau III *                | Niveau IV                   | Niveau V                  | * vanaf 1978/79        |

### Seizoensresultaten vanaf 2005
| Seizoen | Competitie       | Niveau | Eindstand | DFB Pokal | Opmerking                                                                          |
| ------- | ---------------- | ------ | --------- | --------- | ---------------------------------------------------------------------------------- |
| 2004/05 | Bayernliga       | IV     | 2         | --        |                                                                                    |
| 2005/06 | Bayernliga       | IV     | 1         | 1e ronde  | > 1. FC Saarbrücken: 1-1 (4-5 n.s.)                                                |
| 2006/07 | Regionalliga Süd | III    | 5         | --        |                                                                                    |
| 2007/08 | Regionalliga Süd | III    | 2         | --        |                                                                                    |
| 2008/09 | 2. Bundesliga    | II     | 17        | 1e ronde  | > Hamburger SV: 1-3                                                                |
| 2009/10 | 3. Liga          | III    | 3         | 1e ronde  | > FC Augsburg: 1-2; PD-wedstrijden > Hansa Rostock: 1-0 (T) / 2-0 (U)              |
| 2010/11 | 2. Bundesliga    | II     | 14        | 2e ronde  | < TSG 1899 Hoffenheim: 0-1 (U)                                                     |
| 2011/12 | 2. Bundesliga    | II     | 12        | 2e ronde  | < FC Bayern München: 0-6 (U)                                                       |
| 2012/13 | 2. Bundesliga    | II     | 13        | 1e ronde  | < VfR Aalen: 0-3 (U)                                                               |
| 2013/14 | 2. Bundesliga    | II     | 10        | 8e finale | < VfL Wolfsburg: 1-2 (U)                                                           |
| 2014/15 | 2. Bundesliga    | II     | 1         | 1e ronde  | < Offenbacher FC Kickers 1901: 0-0 (2-4 n.s. U)                                    |
| 2015/16 | Bundesliga       | I      | 11        | 1e ronde  | < SpVgg Unterhaching: 1-2 (U)                                                      |
| 2016/17 | Bundesliga       | I      | 17        | 2e ronde  | < Eintracht Frankfurt: 0-0 (1-4 n.s. U)                                            |
| 2017/18 | 2. Bundesliga    | II     | 9         | 8e finale | < SC Paderborn 07: 0-1 (U)                                                         |
| 2018/19 | 2. Bundesliga    | II     | 16        | 1e ronde  | < SC Paderborn 07: 1-2 (U); PD-wedstrijden > SV Wehen Wiesbaden: 2-1 (U) / 2-3 (T) |
| 2019/20 | 3. Liga          | III    | 4         | 1e ronde  | < 1. FC Nürnberg: 0-1; PD-wedstrijden > 1. FC Nürnberg: 0-2 (U) / 3-1 (T)          |
| 2020/21 | 3. Liga          | III    | 3         | 1e ronde  | < Fortuna Düsseldorf: 0-1; PD-wedstrijden > VfL Osnabrück: 3-0 (T) / 1-3 (U)       |
| 2021/22 | 2. Bundesliga    | II     | 18        | 2e ronde  | < Borussia Dortmund: 0-2 (U)                                                       |
| 2022/23 | 3. Liga          | III    | 11        | 1e ronde  | < SV Darmstadt 98: 0-3                                                             |
| 2023/24 | 3. Liga          | III    | 10        | --        | Winnaar Bayernpokal > Würzburger Kickers: 2-1                                      |
| 2024/25 | 3. Liga          | III    | 10        | 1e ronde  | < 1. FC Kaiserslautern: 1-2                                                        |
| 2025/26 | 3. Liga          | III    | .         |           |                                                                                    |

## Bekende (oud-)spelers
- Kristoffer Andersen
- Charlison Benschop
- Dennis Eckert
- Martin Hansen
- Takahiro Sekine